# Joe Crede
Joseph Crede, né le 26 avril 1978 à Jefferson City (Missouri), est un ancien joueur américain de baseball ayant évolué en Ligue majeure de baseball de 2000 à 2009. Il remporte la Série mondiale 2005 avec les White Sox de Chicago et compte un Prix Silver Slugger (3B) gagné en 2006 et une sélection au match des étoiles (2008).

## Carrière
Après des études secondaires à la Fatima High School de Westphalia (Missouri), Joe Crede est drafté le 4 juin 1996 par les White Sox de Chicago au 5e tour de sélection. Il passe quatre saisons sen ligues mineures avant de débuter en Ligue majeure le 12 septembre 2000.
Joe Crede joue pour les White Sox de 2000 à 2008, frappant 125 coups de circuit et produisant 422 points en 798 matchs. Avec les Sox, il remporte la Série mondiale 2005 avec les White Sox de Chicago et compte un Prix Silver Slugger (3B) gagné en 2006 et une sélection au match des étoiles (2008).
Agent libre, il rejoint les Twins du Minnesota pour une saison le 21 février 2009.
Il est inactif durant toute l'année 2010 en raison de maux de dos. En janvier 2011, il signe un contrat avec les Rockies du Colorado. Il ne se présente finalement pas au camp d'entraînement des Rockies à l'occasion de l'entraînement de printemps.